# Juninho Pernambucano
Antônio Augusto Ribeiro Reis Júnior (Recife, 30 januari 1975), beter bekend onder zijn voetbalnaam Juninho Pernambucano, is een Braziliaanse voormalig profvoetballer. Zijn laatste club was CR Vasco da Gama. Hij speelde al twee keer eerder voor die club. Ook stond hij onder contract bij New York Red Bulls, Al-Gharrafa, Olympique Lyonnais, en Sport Club do Recife. Daarnaast speelde hij 40 interlands voor het Braziliaans voetbalelftal.
Juninho stond bekend om zijn traptechniek en vrije trappen.

## Clubcarrière
Juninho Pernambucano begon als profvoetballer bij Sport Recife in 1993. In 1995 maakte hij de overstap naar topclub CR Vasco da Gama.

### CR Vasco da Gama
Bij deze club won de Braziliaan tweemaal de Braziliaanse titel (1997, 2000), de Copa Libertadores (1998) en de Copa Mercosur (2000). In 2001 tekende Juninho Pernambucano een contract bij Olympique Lyon.

### Olympique Lyonnais
Algauw maakt Juninho indruk bij Les Gones dankzij zijn scherpe passes en befaamde vrije trappen. Met zijn spel groeide Juninho in Lyon uit tot dé publiekslieveling en werd hij gezien als een belangrijk sleutelspeler van het dominante Olympique Lyonnais uit de beginjaren van de 21e eeuw. In zijn beginjaren kreeg hij de bijnaam Monsieur 50/50 (Meneer 50/50), hetgeen refereert aan het toenmalige indrukwekkende gemiddelde waarin de speler in twee wedstrijden, één doelpunt maakte uit een vrije trap.
Mede door sleutelspeler Juninho speelde Lyon aantrekkelijk aanvallend en flitsend spel, waardoor de club in Europees verband steeds meer aanzien kreeg. Er werden in zes jaar tijd veel prachtige overwinningen geboekt tegen clubs als Real Madrid (3-0), Celtic (3-2), PSV Eindhoven (4-0), Bayern München (2-1), Olympiakos Piraeus (4-1), Fenerbahçe (4-2) en Werder Bremen (7-2). Met Juninho won Lyon elf prijzen in acht seizoenen, waaronder zeven landskampioenschappen op rij.
Hoewel het contract met de Braziliaans international nog tot de zomer van 2010 liep, werd als dank voor zijn bewezen diensten in goed overleg met Olympique Lyonnais in mei 2009 zijn contract ontbonden, waardoor Juninho vrij was een nieuwe club te vinden. De vrijetrappenspecialist werd sindsdien diverse malen gelinkt aan Real Madrid, Atlético Madrid, Juventus, Fiorentina, Genoa, Manchester City en clubs uit het Midden-Oosten en Brazilië.
Op 23 mei 2009 scoorde Juninho tijdens zijn laatste wedstrijd voor Lyon zijn 100ste doelpunt voor de club, waarvan er 44 doelpunten afkomstig waren uit een vrije trap. Na deze wedstrijd ontving hij van Jean-Michel Aulas een œuvre-trofée als eerbetoon voor zijn diensten voor l'OL. De publiekslieveling nam geëmotioneerd afscheid van de supporters. Op 18 juni 2009 tekende Juninho een tweejarig contract bij Al-Gharrafa, waar de spelmaker in Qatar de laatste jaren van zijn loopbaan nog een financiële klapper wilde maken.

### Al-Gharrafa
In Qatar onderging Juninho een aantal medische keuringen, maar deze werden zonder problemen doorstaan. Vlak daarna tekende Juninho in een contract bij Al-Gharrafa, waar de spelmaker naar verluidt zo'n 2,5 miljoen euro per seizoen ging verdienen. In Doha werd Juninho de vervanger van Nashat Akram, die op zijn beurt vertrok naar FC Twente. De club wilde met de speler een voorname rol spelen in de AFC Champions League en de nationale Qatari League. In april 2011 maakte Juninho bekend na tien jaar terug te keren naar Vasco da Gama. Daarmee loste hij zijn belofte in om ooit terug te keren naar zijn geboorteland. Dat het daarbij niet ging om het zakelijke aspect bleek wel uit de maandelijkse vergoeding die hij in Brazilië zou gaan opstrijken. Deze werd namelijk gesteld op het minimumloon van 260 euro per maand.

### Terugkeer bij CR Vasco da Gama
Zijn rentree begon veelbelovend toen hij in de wedstrijd tegen Corinthians scoorde uit een voor hem kenmerkende vrije trap en zou dit nog vaker doen gedurende de rest van het seizoen, met een totaal van 16 doelpunten voor Vasco da Gama. In juli 2012 verlengde Juninho zijn contract met 6 maanden, waardoor hij op 18 juli 2012 in de wedstrijd tegen Sao Paulo FC zijn 350ste wedstrijd zou spelen voor Vasco.

### New York Red Bulls
Op 17 december 2012 tekende Juninho een contract bij Major League Soccer club New York Red Bulls. Hij maakte zijn debuut op 3 maart 2013 in de wedstrijd tegen Portland Timbers.

### Derde periode bij CR Vasco da Gama
In 2013 ging hij voor de derde keer bij CR Vasco da Gama spelen. Hij scoorde hier in 21 competitieduels twee keer. Op 30 januari 2014, tevens zijn 39e verjaardag, maakte hij bekend per direct een punt achter zijn loopbaan te zetten.

### Managmentopleiding
Juninho heeft de UEFA-managmentopleiding Executive Master for International Players (MIP) gedaan.

## Interlandcarrière
Daarnaast speelt de technische middenvelder voor het Braziliaans nationaal elftal. Juninho Pernambucano debuteerde op 28 maart 1999. Met De Goddelijke Kanaries won hij in 2005 de Confederations Cup.
Door zijn goede optredens met Olympique Lyonnais, werd Juninho opgenomen in de definitieve selectie voor het WK 2006. Hoewel Brazilië favoriet was voor de titel, liep dit toernooi echter uit tot een teleurstelling. Hoewel Juninho als een van de weinigen in goede vorm was en een doelpunt wist te maken in de poulefase, maakte Brazilië een uitgebluste indruk. Het goede spel van Juninho werd niet beloond met een reeks vaste basisplaatsen. De bondscoach Carlos Alberto Parreira zou door de media zijn verweten te zwichten voor de invloed van sponsors en hierdoor te hebben gekozen voor gedateerde spelers of commercieel aantrekkelijke voetballers die compleet uit vorm waren. Na het mislukte WK voetbal in 2006 gaf Juninho aan niet meer uit te willen komen voor het Braziliaanse elftal.

## Clubstatistieken
| Seizoen                         | Club                            | Land                            | Competitie            | Duels | Goals |
| ------------------------------- | ------------------------------- | ------------------------------- | --------------------- | ----- | ----- |
| 1993                            | Sport Recife                    | Brazilië                        | Campeonato Brasileiro | 2     | 0     |
| 1994                            | Sport Recife                    | Brazilië                        | Campeonato Brasileiro | 22    | 2     |
| 1995                            | CR Vasco da Gama                | Brazilië                        | Campeonato Brasileiro | 21    | 4     |
| 1996                            | CR Vasco da Gama                | Brazilië                        | Campeonato Brasileiro | 15    | 7     |
| 1997                            | CR Vasco da Gama                | Brazilië                        | Campeonato Brasileiro | 18    | 4     |
| 1998                            | CR Vasco da Gama                | Brazilië                        | Campeonato Brasileiro | 18    | 4     |
| 1999                            | CR Vasco da Gama                | Brazilië                        | Campeonato Brasileiro | 17    | 2     |
| 2000                            | CR Vasco da Gama                | Brazilië                        | Campeonato Brasileiro | 22    | 5     |
| 2001/2002                       | Olympique Lyonnais              | Frankrijk                       | Ligue 1               | 29    | 5     |
| 2002/2003                       | Olympique Lyonnais              | Frankrijk                       | Ligue 1               | 31    | 13    |
| 2003/2004                       | Olympique Lyonnais              | Frankrijk                       | Ligue 1               | 32    | 10    |
| 2004/2005                       | Olympique Lyonnais              | Frankrijk                       | Ligue 1               | 32    | 13    |
| 2005/2006                       | Olympique Lyonnais              | Frankrijk                       | Ligue 1               | 32    | 9     |
| 2006/2007                       | Olympique Lyonnais              | Frankrijk                       | Ligue 1               | 31    | 10    |
| 2007/2008                       | Olympique Lyonnais              | Frankrijk                       | Ligue 1               | 32    | 8     |
| 2008/2009                       | Olympique Lyonnais              | Frankrijk                       | Ligue 1               | 29    | 7     |
| 2009/2010                       | Al-Gharrafa                     | Qatar                           | Qatari League         | 21    | 7     |
| 2010/2011                       | Al-Gharrafa                     | Qatar                           | Qatari League         | 19    | 8     |
| 2011                            | CR Vasco da Gama                | Brazilië                        | Campeonato Brasileiro | 21    | 4     |
| 2012                            | CR Vasco da Gama                | Brazilië                        | Campeonato Brasileiro | 29    | 7     |
| 2013                            | New York Red Bulls              | Verenigde Staten                | Major League Soccer   | 13    | 0     |
| 2013                            | CR Vasco da Gama                | Brazilië                        | Campeonato Brasileiro | 21    | 2     |
| Bijgewerkt tot 29 november 2016 | Bijgewerkt tot 29 november 2016 | Bijgewerkt tot 29 november 2016 | Totaal                | 507   | 131   |

## Privé
- Juninho is getrouwd en vader van drie dochters, die allen geboren zijn in Lyon. Bij hun geboortes gaf hij herhalend in persberichten aan dat het de toekomstige sterren zullen zijn van het vrouwenelftal van Olympique Lyonnais.
- Op 17 augustus 2007 verkrijgt Juninho de Franse nationaliteit. Hiermee heeft de voetballer de Frans-Braziliaanse dubbelnationaliteit.

## Trivia
- Juninho staat op de cover van de Franse variant van het spel FIFA 07.